# Castel Rinaldi
Castel Rinaldi ist eine Fraktion (italienisch frazione) der italienischen Gemeinde Massa Martana in der Provinz Perugia in Umbrien.

## Geografie
Der Ort liegt etwa 2,5 km nordwestlich des Hauptortes Massa Martana und etwa 38 km südöstlich der Provinz- und Regionalhauptstadt Perugia. Der Ort liegt bei 415 m s.l.m. und hatte 2001 ca. 30 Einwohner. 2011 waren es 34 Einwohner.

## Geschichte
Der Ort entstand wahrscheinlich um 1160 oder 1161 durch Rinaldo da Calabria und wurde erst im 14. oder 15. Jahrhundert befestigt. 1290 gehörte der Ort zu Todi und war von 37 Familien bewohnt.
Um 1310 oder 1311 entging der Ort einer Belagerung durch die Ghibellinen von Todi, als der Ort sich für eine Unterwerfung zu Todi entschied. Im 15. Jahrhundert fiel der Ort an die guelfische Familie der Atti aus Todi.

## Sehenswürdigkeiten
- San Sebastiano, Kirche im Ortskern, die im späten 12. oder frühen 13. Jahrhundert neu errichtet[5] und erstmals 1277 als San Sebastiani de Castro Raynal erwähnt wurde.[6] Die Kirche wurde im 18. Jahrhundert erweitert, dabei wurde die Fassade der Kirche an die ehemalige Kirchenseite verlegt.[5] 1732 wurde die Kirche durch Ludovico Anselmo Gualtieri, den Bischof von Todi, erneut geweiht.[6] Bei dem Erdbeben von 1997 wurde die Kirche beschädigt und anschließend restauriert. Enthält am Altar das durch Andrea Polidori 1630 entstandene Leinwandgemälde San Sebastiano e I Santi Carlo Borromeo, Sebastiano,Vincenzo e Francesco.[5]
- Rocca, Burg oberhalb des Ortes.[5]
- Chiesa della Visitazione di Maria, Kirche der Burg, die 1794 entstand.[7]
- Necropoli pagana, Nekropolen kurz außerhalb von Castel Rinaldi, datierbar auf die Zeit vom 2. Jahrhundert v. Chr. bis zum 3. Jahrhundert.[3]

Monumente von Castel Rinaldi
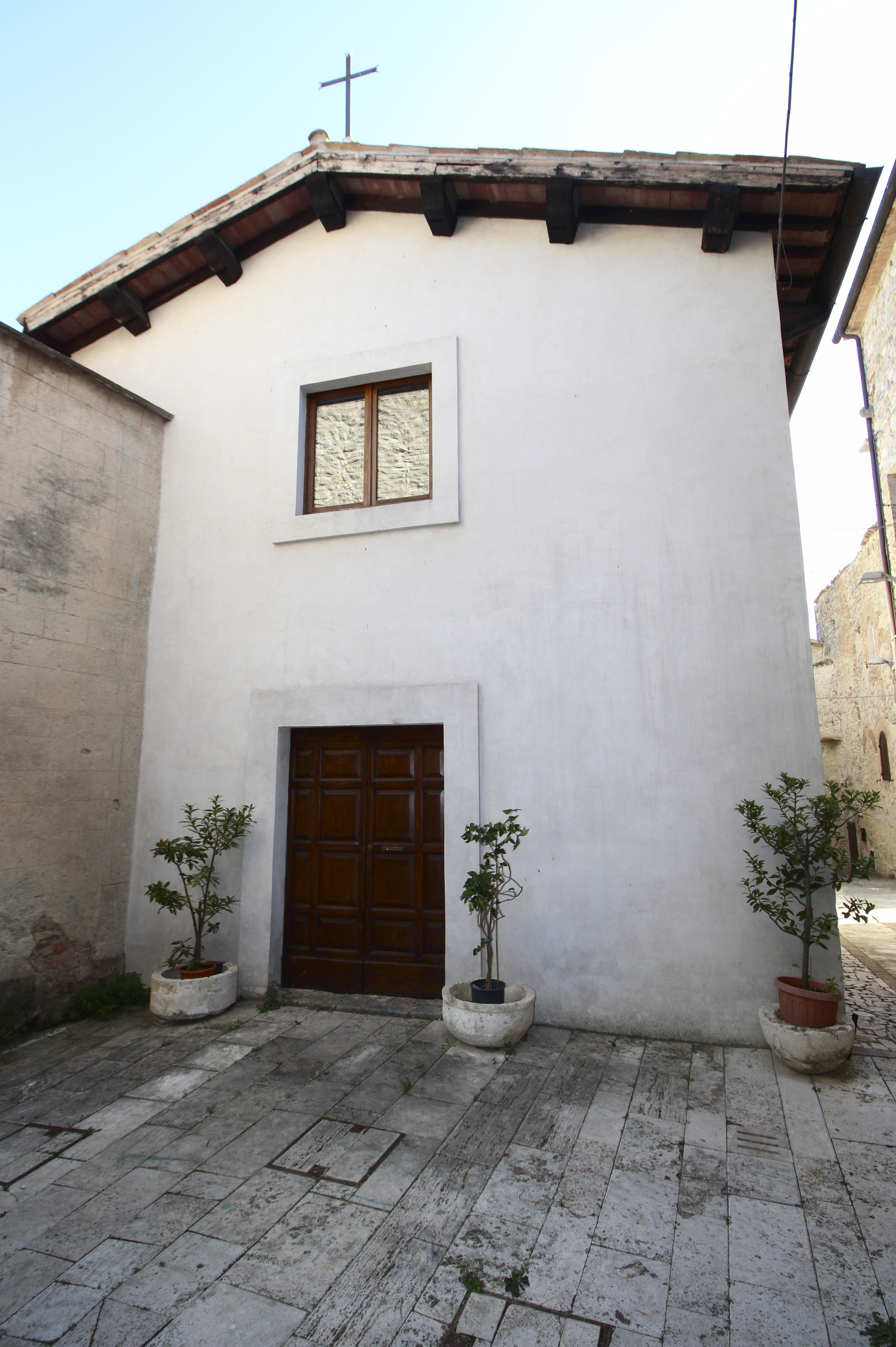
Die Kirche San Sebastiano
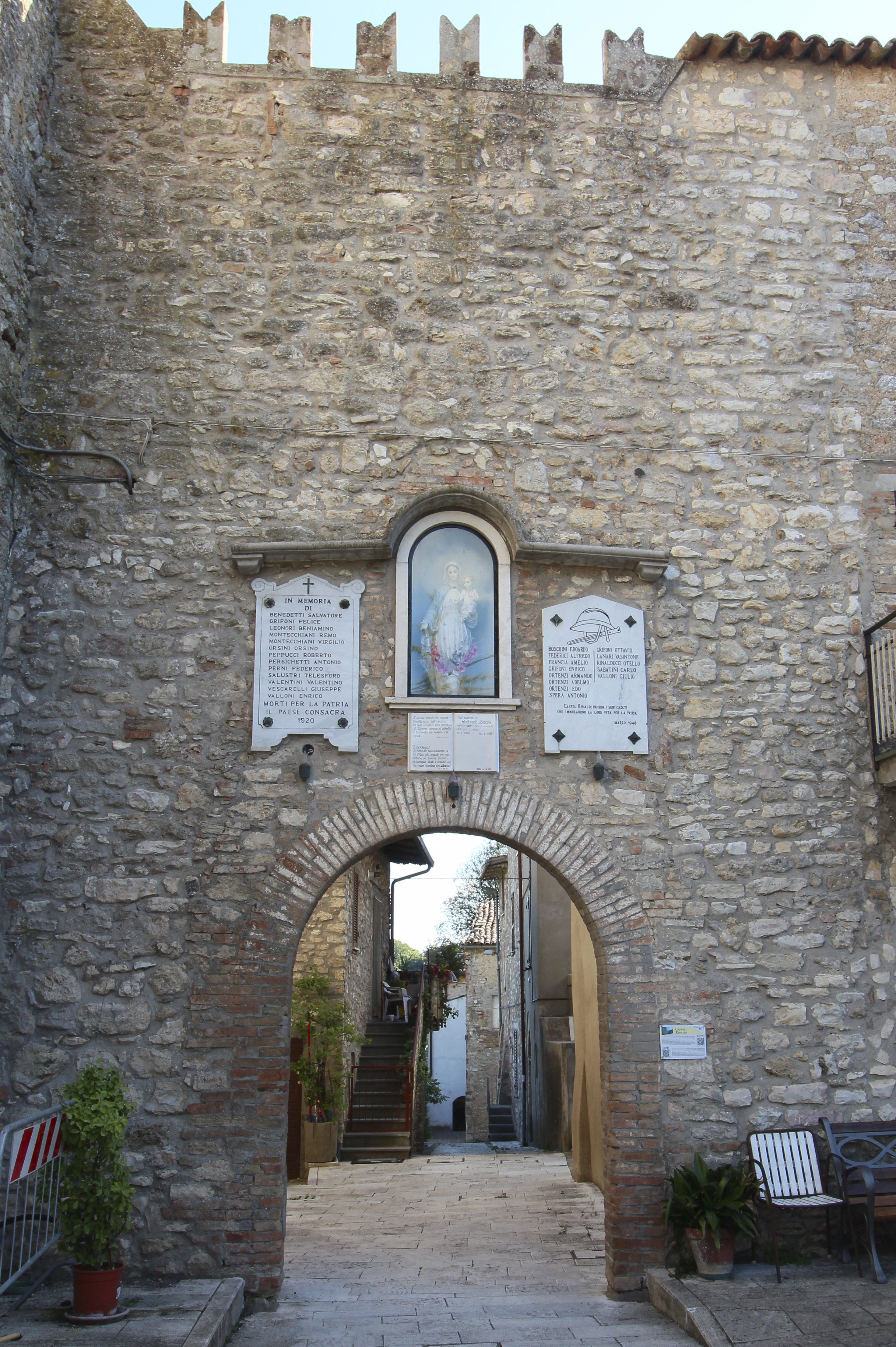
Tor der Wehrmauern
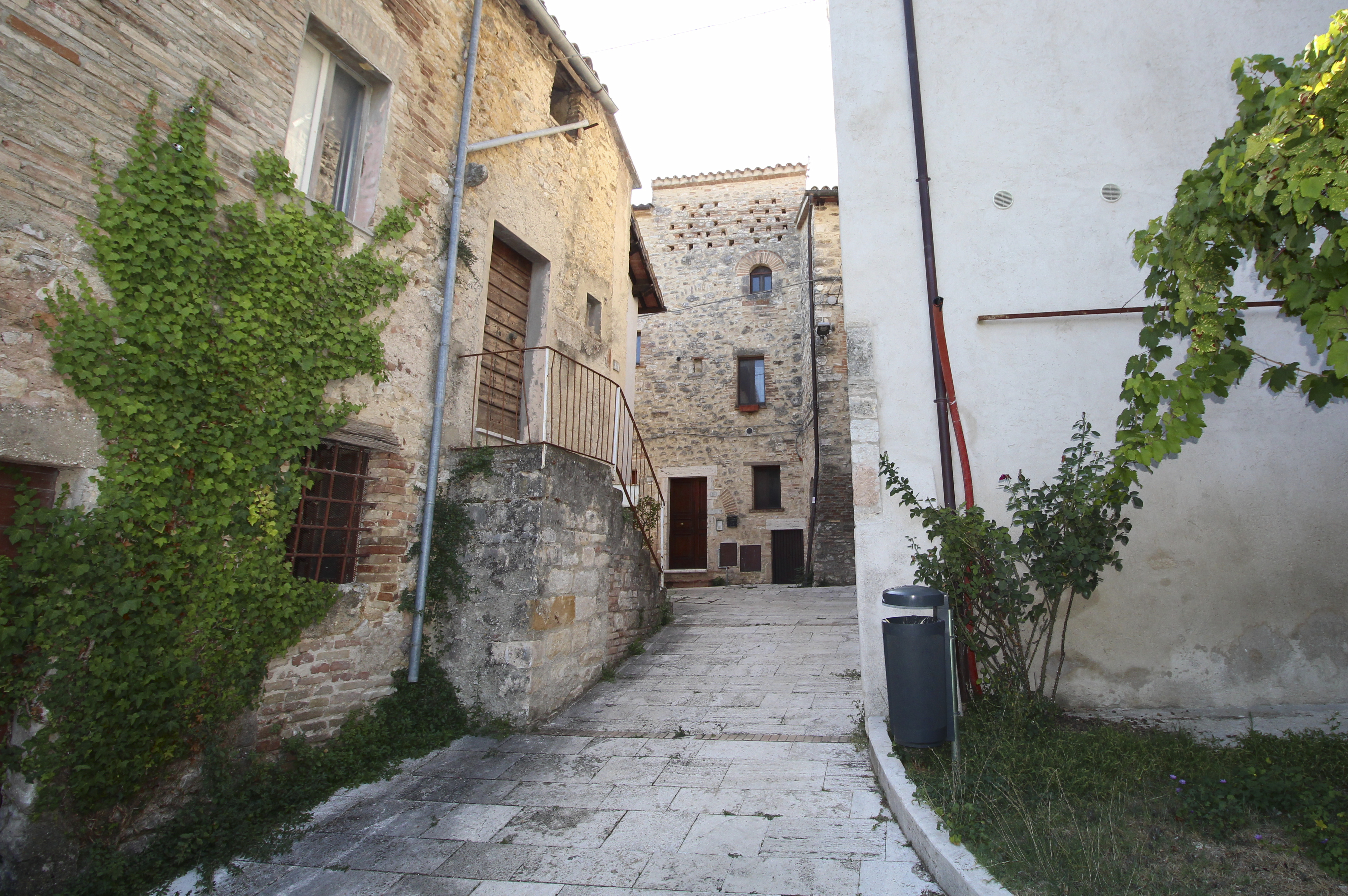
Ortskern
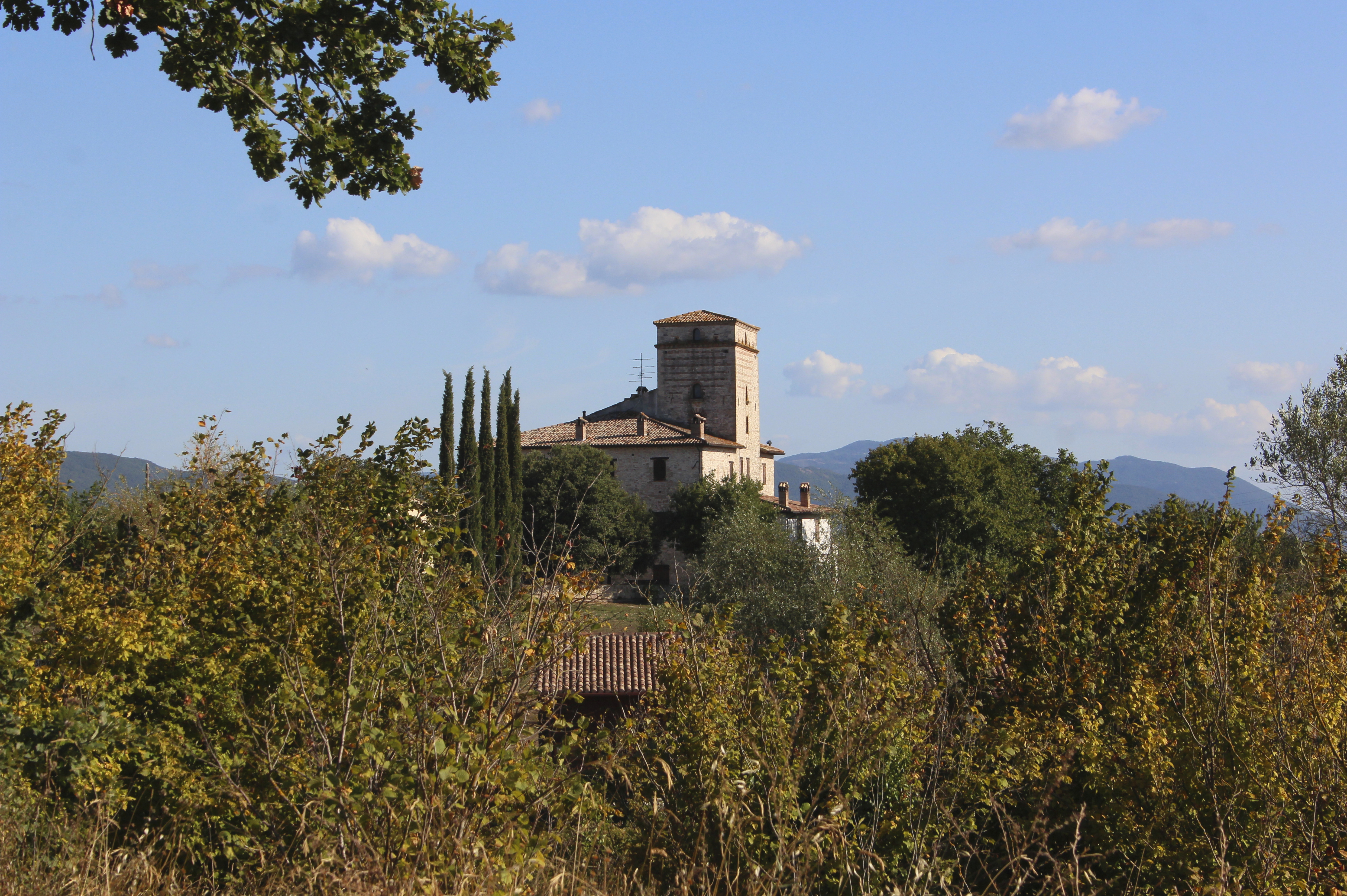
Rocca